# ヘンリー・ジョイナー
ヘンリー・バトソン・ジョイナー（英: Henry Batson Joyner、1839年7月9日 - 1884年11月23日）はイギリス出身の技術者で、明治時代初期にお雇い外国人として来日し、鉄道建設、測量、気象観測を指導した。

## 経歴・人物
イングランドのノースウィック出身の技師。王室工務局 (Office of Works) の技師長Surveyor Generalを勤めたジョン・ナッシュの建設工事を担ったチャールズ・ニクソン( (Charles Nixon) ) の下で技術徒弟工を勤めた後、いくつかの鉄道建設に従事した。
明治政府の鉄道のために、明治3年（1870年）、技師長エドモンド・モレルにとともにお雇いとなった。後を追うように弟妹も来日し、弟のロバートは鉄道寮雇い、妹は鉄道寮雇いのトーマス・ライマー＝ジョーンズと結婚した。
翌明治4年（1871年）に工部省測量司が発足すると、測量師長コリン・アレクサンダー・マクヴェインに誘われ鉄道寮から転属し副技師に就任 。以後、マクヴェインの下で測量・地図作成、建築営繕を担い、1874年7月からは気象観測専従となった。最初の仕事は工学寮工学校校舎の設計建設であった。
明治7年（1874年）5月、師長マクヴェインが注文した測量、天測、気象観測、地震観測のための各種器機装置が到着すると、気象観測所を測量司雇い外国人官舎のある東京赤坂葵町（大和屋敷）に設置。師長マクヴェインがスコットランド気象協会と結んだ支援協定に基づき、明治8年（1875年）5月から6月にかけてチャレンジャー号海洋探検隊のチャールズ・ワイヴィル・トムソン教授やトーマス・ティザード副隊長（気象担当）が内務省地理寮量地課（旧測量司）を訪問し、彼らの指導を受けて公式観測を開始した。パルミエール式地震記録計も設置され、明治8年（1875年）7月には稼働していた。明治10年（1877年）、契約満期とともに帰国し、同時に灯台寮を退職したジェームス・マクリッチとともにブラジルのサンパウロの上水道建設に従事した。母国イギリスで病死。